# Restes d'una masia (Palafrugell)
Les restes d'una masia són una obra de Palafrugell (Baix Empordà) protegida com a Bé Cultural d'Interès Local.

## Descripció
Restes d'una antiga masia amb una sola crugia, planta baixa i pis que ha quedat entre mitgeres. S'hi ha afegit un segon pis. Als baixos hi ha un ampli portal d'arc rebaixat. Al pis s'hi obre un finestral decorat, amb emmarcament de pedra calcària. Els muntants figuren pilastres coronades per capitells dòrics, la llinda i l'ampit són decorats amb simple motllures. L'aparell de la façana és de carreus grans i ben escairats, col·locats en filades uniformes a trencajunt.
A l'interior hi ha una volta de pedra. El pis està modificat. La tercera planta afegida té el mur arrebossat i es diferencia de la part existent.

## Història
Aquest edifici és un testimoni de les masies d'extramurs que quedaren integrades en el nucli urbà, quan es crearen els primers eixamples de la vila medieval de Palafrugell.